# Un refugio para el amor
 (срп. Уточиште за љубав) мексичка је теленовела, продукцијске куће Телевиса, снимана 2012.

## Синпсис
Лусијана Хасинто је лепа и весела девојка која после очеве смрти, прогоњена од стране сеоског начелника Дон Акилеса, бежи у Мексико Сити. Принуђена је да прихвати посао у бару сумњиве репутације, како би преживела. Једне ноћи, један од клијената покушава да је напаствује, али она се брани и повређује му лице, због чега обоје завршавају у полицијској станици. Лусијана је оптужена да је ранила клијента и баш када мисли да је за њу све изгубљено, спашава је адвокат Клаудио, који јој нуди безусловну помоћ и подршку.
Након инцидента, Лусијана добија посао служавке у кући породице Торесланда, где треба да чува Патрисија, који је потпуно непокретан. Од самог почетка развија пријатељски однос са њим, баш као и са његовом сестром Ханом. Патрисију се враћа воља за животом захваљујући простодушној служавки и он у њој види искрену пријатељицу.
Међутим, Лусијана ни не сања да ће у тој кући срести и Родрига – најстаријег сина породице Торесланда, адвоката који ју је бранио након туче у бару. Родриго је веома леп младић, кога бије глас да је велики женскарош. Ипак, има вереницу Галу, заносну девојку из високог сталежа, која је поред тога и успешна пословна жена. Између Лусијане и Родрига рађа се необјашњива привлачност, која лагано прераста у чисту и искрену љубав. Родриго одлучује да раскине веридбу са Галом и ожени Лусијану у тајности, упркос свему. Њих двоје се предају једно другом на тајном месту које представља њихово љубавно уточиште.
Када Гала и Родригова мајка Роселена сазнају за забрањену романсу младих љубавника, кују план да их раставе. Говоре Родригу да га је Лусијана завела искључиво због новца. Кажу му да је побегла из свог села због неплаћеног дуга, због кога је њена породица изгубила кућу. Исто тако, стављају му до знања да је, када је дошла у Мексико Сити, радила као играчица у бару, те да постоји кривична пријава против ње, од стране једног клијента.
Родриго се суочава са Лусијаном, која безуспешно покушава да се одбрани. Заслепљен бесом, он је избацује из куће, али и из свог живота. Сломљена и понижена, Лусијана тражи помоћ од Клаудија, за кога се након неког времена испоставља да је њен прави отац. Када сазнају за своју повезаност, отац и кћерка се заклињу на освету породици Торесланда. Испоставља се да њени чланови нису повредили само Лусијану – Клаудио је провео неколико година у затвору због преваре коју је починио Родригов отац Максимо.
Недуго затим, Лусијана сазнаје да је трудна. Одлучује да ништа не говори Родригу и да сама одгаја своје дете. Са друге стране, Родриго се жени Галом и живот му се претвара у прави пакао.
Иако је трудноћа веома ризична, Лусијана одлучује да је изнесе до краја и рађа Анхела, ризикујући сопствени живот. Роселена сазнаје да се она породила и планира да јој украде бебу. Претпостављајући да би тако нешто могло да се деси, Лусијана бежи из болнице, али пада у несвест. Мислећи да је мртва, улични музичар јој узима дете и одводи га са собом. Када се пробуди и схвати да новорођенче није крај ње, Лусијана је сломљена болом и одлучује да посвети живот трагању за изгубљеним дететом.
Након неког времена, Родриго упознаје дечака који проси на раскрсницама и спријатељује се са њим, ни не слутећи да му је то син. Истовремено, ситуација са Галом је све гора и он одлучује да се разведе од ње. Сазнаје да је Лусијана родила његово дете, тражи је и моли за опроштај. Међутим, она му хладно каже да га мрзи онолико колико га је некада волела. Родриго јој обећава да ће пронаћи Анхела… Али само ће време одредити правац у коме ће се кретати њихове судбине. За сада их спаја само нада да ће једном пронаћи дечака и моћи да живе срећно у свом „љубавном уточишту“…

## Ликови
- Лусијана Хасинто (Зурија Вега) - Лепа, одлучна жена која након малтретирања од стране дон Акилеса бежи од свог родног села. Од тог тренутка за њу се отвара ново животно поглавље „љубав“.
- Родриго Торесланда (Габриjел Сото) - Паметан, атрактивнан, амбициозан. Ужива у слави коју има као женскарош и успешан предузетник. Његови хобији су екстремни спортови, у којима ужива у потпуности. Воли своју породицу. Одлучује да напусти провод и ожени се са Галом, али све се мења када се заљуби Лусијану.
- дон Акилес (Умберто Елизондо) - Ружан, стар, перверзан, и окрутнан. Власник скоро половине села, који се бави трговином. Опседнут Лусијаном и покушава да добије њену љубав, али добија само презир. Скрива тајну да је Виолетин отац.
- Гала Виљависенсио (Џесика Коч) - Модерна, истакнута, хировита, похлепана. Директорка веома цењеног модног часописа. После развода, одбија да се уда за Родрига, међутим, када упадне у тешку финансијску ситуацију одлучује да га заведе. Воли да јој се диве. Њеним злим плановима саучесник је мајка Хулијета.
- Хулијета Виљависенсио (Франсес Ондивијела) - Галина достојана мајка. Вишег друштвеног положаја, храбара, гламурозна. Ужива у богатству које је стекла њена ћерка, обожава трошити новац који није њен. Воли туризам и зато добија надимак Ђули.
- Роса Елена „Роселена“ Торесланда (Лаура Флорес) - Охола и веома себична жена. Њена највећа срећа у животу је то што је супруга бизнисмена Максимина Торесланде. Чува велику тајну, о греху који је починила у прошлости. Увек присутана у великом друштву. Трпи страшан ударац након Патрисиове несреће.
- Максимино Торесланда (Роберто Бландон) - Родригов отац. Веома атрактивни бизнисмен. Претпоставља се да је човек од части, али иза свог великог бизниса, постоји нека сумњива операција. Пре много година, одаје свог пословног партнера, и смешта му превару, због чега он недужан проводи неколико година у затвору.
- Патрисио Торесланда (Брандон Пениче) - Осетљив, пун љубави, искрен. Одличан брат. Његов узор је Родриго. Трпи тешку несрећу која га осуђује на инвалидититет. Воли своје родитеље, без обзира на предност коју има Родриго. Чврст бранитељ Лусијане. Гаји наду да ће поново проходати.
- Хана Торесланда (Илеан Алмагуер) - Лепа, динамична, интелигентана, храбара и весела. Она је поносана на своју старију браћу. Никада се није заљубљивала, не дозвољава да њен брат открије њену патњу, коју је изазвала његова несрећа. Има честе сукобе са мајком. Сматра Лусијану правом другарицом, а касније се заљубљује у њеног брата Лоренса.
- Бригита (Лусија Гилман) - Служавка Торесландових. Уседелица, огорчена, и веома завидна жена. Сматра да је савршена и верна породици Торесланда, код којих се запослила пре много година. Тајно воли Родрига и диви му се на мужевности и младости. Њена омиљена розонода је малтретирање Лусијане и Матилде.

## Глумачка постава

### Главне улоге
| Глумац:       | Улога:                           |
| ------------- | -------------------------------- |
| Зурија Вега   | Лусијана Хасинто                 |
| Габријел Сото | Родриго Торесланда               |
| Лаура Флорес  | Роса Елена „Роселена“ Торесланда |

### Споредне улоге
| Глумац:               | Улога:                     |
| --------------------- | -------------------------- |
| Џесика Коч            | Гала Виљависенсио          |
| Илеан Алмагуер        | Хана Торесланда            |
| Пол Стенли            | Алдо                       |
| Марикруз Нахера       | Матилде                    |
| Лусија Гилман         | Бригита                    |
| Роберто Бландон       | Максимино Торесланда       |
| Давид Осторски        | Клаудио                    |
| Саши Тамачиро         | Суси                       |
| Николас Кунга         | Ариче                      |
| Сокоро Бониља         | Магда                      |
| Франсес Ондивијела    | Хулијета Ђули Виљависенсио |
| Илеан Алмагер         | Хана Торесланда            |
| Брандон Пениче        | Патрисио                   |
| Хосе Карлос Руис      | Галдино Хасинто            |
| Умберто Елисондо      | Акилес Туерба              |
| Алеида Нуњез          | Виолета Корал              |
| Лус Марија Херес      | Кони Фуентесгил            |
| Келиче Арисменди      | Норма                      |
| Оскар Бонфихило       | Хонесто                    |
| Сара Барлондо         | Аранза                     |
| Ара Ранхел            | Валентина                  |
| Хари Гејтнер          | Оскар                      |
| Ерик Дијаз            | Лоренсо Хасинто            |
| Зајде Силва Гутијерез | Паз Хасинто                |

## Верзије
- Прва верзија ове приче је La Zulianita из 1997. за Веневисион, у којој је извршни продуцент био Хосе Енрике Кросулијат. Режисер теленовеле је био Грасио д' Анхело, а главне улоге су играли Лупита Ферер, Хосе Бардина и Чело Родригез.
- Извршна продуценткиња Крсител је 1986. направила верзију María de nadie у Аргентини. Режисер је био Роберто Денис, у тој теленовели главне улоге су играли Гресија Колменарес, Хорхе Мартинез и Сесилија Сенци.
- из 1989. је још једна верзија, али донекле модификована Веневисионова теленовела у којој су љубавни пар тумачили Татијана Капоте и Луис Хосе Сантандер.
- креација Телевисе и Унивисиона у 1995, у којој су глумили Алпа Акоста, Артуро Пениче и Сесилија Болоко.